# Confine
Confine es una curazia situada en el castello (municipio) de Chiesanuova (San Marino).